# Goerodes weirjinensis
Goerodes weirjinensis är en nattsländeart som beskrevs av Li-Peng Hsu och Chin-Seng Chen 1996. Goerodes weirjinensis ingår i släktet Goerodes och familjen kantrörsnattsländor. Inga underarter finns listade i Catalogue of Life.